# Områder i Billund Kommune
Områder i Billund Kommune dækker over byer, landsbyer og andre bebyggelser beliggende i Billund Kommune. Danmarks Statistik angiver i Statistikbanken, at der er 7 byer i Billund Kommune: Grindsted, Billund, Sønder Omme, Vorbasse, Hejnsvig, Stenderup og Filskov. Herudover er der et antal mindre bebyggelsestyper. Ifølge Billund Kommune betragtes Grindsted og Billund som centerområder, mens de fem resterende (nævnt ovenfor) samt Skjoldbjerg betegnes som landdistrikter

## Byer
| Nr | By          | Indbyggere (2010) |
| -- | ----------- | ----------------- |
| 1  | Grindsted   | 9.567             |
| 2  | Billund     | 6.059             |
| 3  | Sønder Omme | 1.755             |
| 4  | Vorbasse    | 1.241             |
| 5  | Hejnsvig    | 1.059             |
| 6  | Stenderup   | 655               |
| 7  | Filskov     | 614               |

## Landsbyer
| Navn        | Hustande | Kirke | Bemærkninger |
| ----------- | -------- | ----- | --- |
| Almstok     | 18       | Nej   | |
| Bøvl        | 15       | Nej   | |
| Donslund    | 44       | Nej   | Grundlagt af slægten Donslund, som var indehavere af Donslundgård. Familien var nære venner af kongehuset og skulle efter sigende have henrettet en eller flere mænd i deres fangekælder efter de havde plotted oprør mod kongen[kilde mangler]. |
| Eg          | 24       | Nej   | |
| Fitting     | 15       | Nej   | |
| Hedelykke   | 28       | Nej   | |
| Løvlund     | 15       | Nej   | |
| Nebel       | 11       | Nej   | |
| Nollund     | 11       | Ja    | |
| Skjoldbjerg | 59       | Ja    | |
| Urup        | 12       | Ja    | Kirken ligger lidt syd for landsbyen |
| Vesterhede  | 102      | Ja    | |

### Mindre landsbyer
| Navn            |
| --------------- |
| Højmose         |
| Nebel           |
| Nørre Skovsende |
| Remmerlund      |
| Skovsende       |
| Tusborg         |
| Vadbøl          |
| Vejly           |
| Østerby         |

## Spredte bebyggelser
| Navn                |
| ------------------- |
| Ankelbo             |
| Askær               |
| Askær Mark          |
| Baggesgårde         |
| Bjørnkær            |
| Bolding             |
| Bøvl Mark           |
| Bøvl Norge          |
| Dal                 |
| Davgård             |
| Davgård Mark        |
| Donslund Mark       |
| Dyvelsrække         |
| Elkær               |
| Engebæk             |
| Filskov Søndermark  |
| Fiskerhuse          |
| Fittingkrat         |
| Frederiksnåde       |
| Fugdal              |
| Gilbjerg            |
| Grene               |
| Grindsted Mark      |
| Gråhede             |
| Gødsbøl Mark        |
| Hestkær             |
| Hinnum              |
| Hjortlund           |
| Horsbøl             |
| Hvelplund Mark      |
| Høllund             |
| Jerrig              |
| Kirkeby Mark        |
| Klink               |
| Krog                |
| Kærbøl              |
| Kærgård             |
| Lamborg             |
| Lille Almstok       |
| Lille Brande        |
| Loft                |
| Morsbøl             |
| Møbjerg             |
| Nordborg            |
| Nørremark           |
| Omvrå Søndermark    |
| Plougslund          |
| Rankenbjerg         |
| Ravlund             |
| Revshøj             |
| Risbøl              |
| Silkeborg           |
| Simmel              |
| Simmelbæk           |
| Simmelgårde         |
| Skovsendemark       |
| Skærsig             |
| Store Almstok       |
| Søgård              |
| Søndermark          |
| Trøllund            |
| Utoft               |
| Vingborg            |
| Vorbasse Sønderhede |
| Østervig            |